# 朱璉 (政治人物)
朱璉（1535年—1619年），字文卿，號瑾吾，江西臨江府新淦縣人，民籍，明朝政治人物。

## 生平
其父朱仕彦在袁州经商，僑居彬江。嘉靖三十七年戊午科江西鄉試第五十八名舉人。隆慶五年（1571年）中式辛未科會試第二十二名，三甲第一百三十六名進士。授福建崇安县知县，萬曆五年（1577年）七月考选广西道試監察御史，巡视长芦盐课，七年八月巡按湖广，九年十一月提调北直学校，十年十二月升云南副使，十一年三月以母病致仕。十二年二月河南道御史王九仪言其与江西巡抚曹大埜密结往来，朱琏甘附张居正之党，认义子于冯保，呼契兄于游七，朱琏被削籍为民。卒年八十五。

## 家族
曾祖朱德顯；祖父朱廷翰；父朱士彥，前母何氏；母張氏，諱妙乾（1505年-1589年）。慈侍下。兄朱仁卿。